# История Урарту
История Урарту (Арара́т, Биайнили, Ва́нское ца́рство) — древнего государства на Армянском нагорье — охватывает период с IX века до н. э. до начала VI века до н. э.
В VIII веке до н. э. Урарту было сильнейшим государством Передней Азии.
С начала VI века до н. э. большая часть территории Урарту известна как Армения.

## Период зарождения

### Предпосылки образования государства. Армянское нагорье в XIII—IX вв. до н. э.

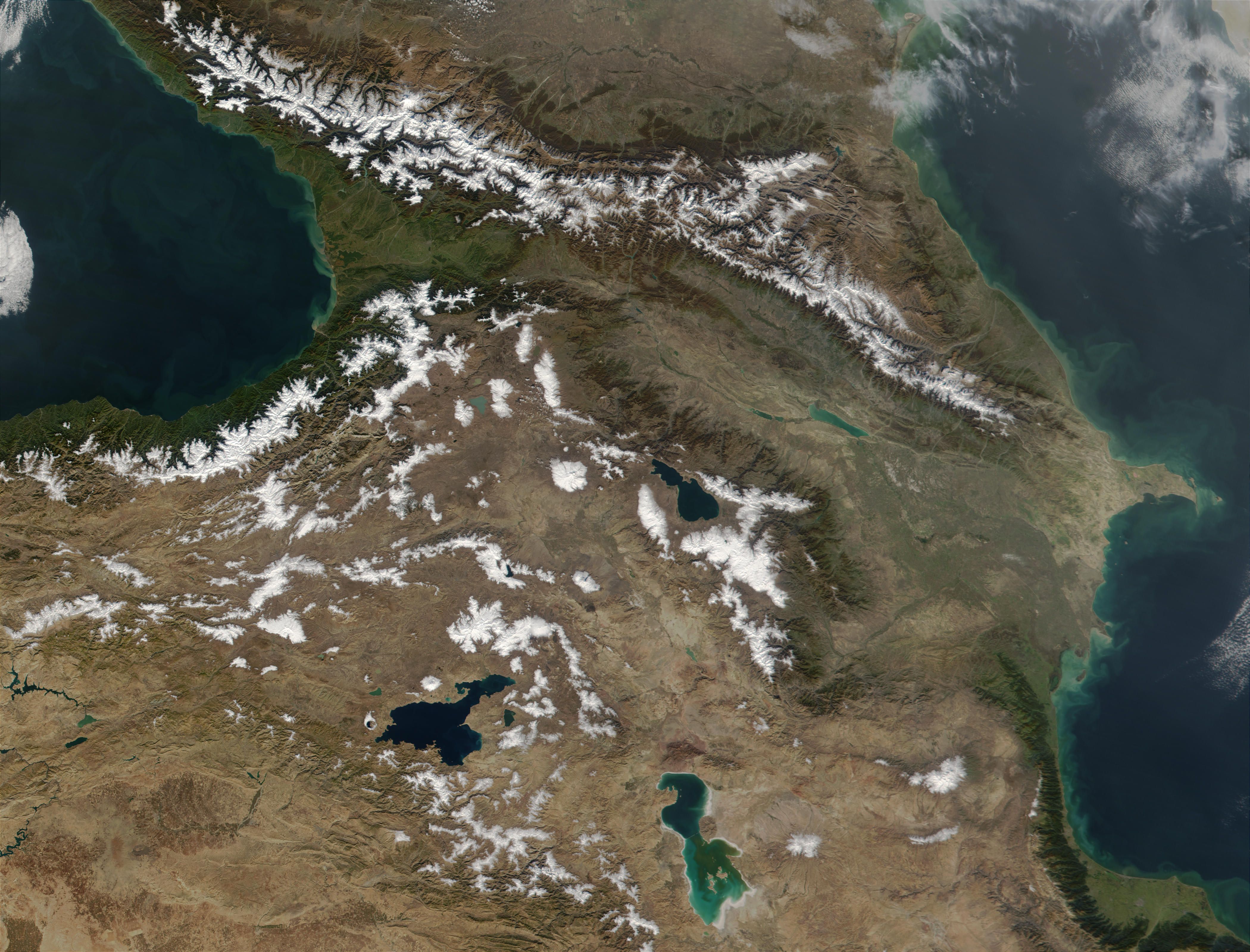
Армянское нагорье. Снимок из космоса

После падения царства Хайаса в XIII веке до н. э., на территории Армянского нагорья не оказалось ни одного централизованного государства, она была разделенной на более чем 60 мелких княжеств, нередко враждующих между собой. Все эти княжества в ассирийских текстах, обобщенно назывались «страной Наири» (страна рек). Отсутствие централизованного государства сделало Армянское нагорье лакомым куском для набегов ассирийцев с юга.
Исследователи считают, что именно Ассирия своими действиями способствовала возникновению государства Урарту на Армянском нагорье. Желание местного населения защититься от грабительских набегов ассирийцев способствовало возникновению союзов племён, а со временем и государственного образования. Природные богатства Армянского нагорья изначально создавали экономические предпосылки для возникновения здесь государства, однако военно-политические предпосылки и, соответственно, возможность создать такое государство появились только в железном веке: эффективно противостоять грозной ассирийской армии для местного населения стало возможно только после того, как технология обработки камня железными орудиями позволила возвести многочисленные оборонительные крепости на Армянском нагорье.

### Арама(859—844 гг. до н. э.)✨
Жизнеописание Арама, являвшегося современником царя Ассирии Салманасара III, который неоднократно предпринимал военные походы против Урарту, известно исключительно благодаря сохранившимся ассирийским надписям. Тем не менее память об Араме сохранилась в позднейшей древнеармянской историографии V века, в которой он предстаёт в виде армянского монарха и великого правителя.
Арам был современником и одним из военных противников ассирийского царя Салманасара III (период правления ок. 858—824 годы до н. э.), который неоднократно упоминал Арама в своих летописях в связи с предпринимавшимися против урартов победными экспедициями. О времени правления Арамы, как и о более ранних периодах истории урартов, известно исключительно из дошедших до нас ассирийских источников. Возможно, именно Арама в 1-й половине IX века до н. э. объединил урартские племена для противостояния постоянной ассирийской угрозе, создав тем самым препятствие на пути ассирийской экспансии в Закавказье.
Первые годы своего правления Салманасар III вынужден был посвятить упрочению своего влияния в северных областях Ассирийской империи. В первый же год Салманасар предпринял успешный поход в земли, прилегавшие к озеру Ван, населённые племенами наири и урартов. Ключевыми событиями похода стали победа над царём наири по имени Какиа, разграбление Хубушкии и взятие города-крепости Сугунии, принадлежавшей царю урартов Араме. Ассирийские войска уничтожили Сугунию и беспрепятственно вышли к озеру Ван. Войска Арамы отступили в горы. В своей надписи Салманасар III так описывает своё вторжение в границы Урарту:

Я вышел из Хубушкии и подошел к Сугунии, укреплённому городу Араму урартского, осадил и захватил город, перебил его многочисленных воинов, сложил башню из голов напротив города и сжёг в огне 14 его окрестных поселений. Я вышел из Сугунии, спустился к морю страны Наири, омыл в море своё оружие, принёс жертвы моим богам. В это время я сделал свое собственное изображение и записал на нём хвалу Ашшуру, великому владыке, моему владыке, а также и победы моего могущества, и поставил над морем.

Летом третьего года своего правления Салманасар III, возвращаясь из похода на Сирию, на этот раз вторгся вглубь страны Урарту. Теперь ключевым местом сражения стала столица Арама — город Арзашкун, который был взят войсками Салманасара III, разграблен и сожжён. Местоположение Арзашкуна до сих пор не установлено.
Сам Салманасар так описывал эти события:

Арзашкун, царский город Арамы урартского, я захватил, разрушил, снёс и сжёг в огне. Пока я находился в Арзашкуне, Араму урартский понадеялся на мощь своего войска, действительно поднял всё своё войско и пошёл мне навстречу, чтобы дать бой и битву. Я нанёс ему поражение, побил (?) его всадников, сразил оружием 3000 его бойцов, широкую степь наполнил кровью его воинов. Его боевое снаряжение, царские сокровища, всадников я отнял у него, он же, ради своего спасения, поднялся на крутые горы. Обширную страну кутиев я разорил, подобно богу Ирре. От Арзашкуна до страны Гильзан, от страны Гильзан до страны Хубушкиа подобно Ададу я разразился над ними бурей. Горечь моего владычества я дал изведать Урарту.

В надписи на монолите из Тушхана (Карха) Салманасара III содержится более пространное описание похода на Урарту:

Вышел из Даяени, к Арзашку, царскому городу Араму Урарта я приблизился. Урарт Араму испугался горечи моего сильного оружия и сильной битвы и оставил свой город. В горы Аддури он поднялся; за ним поднялся и я, сильную битву устроил я в горах, 3400 воинов поверг я своим оружием, как Адад, тучу над ними пролил я дождём, их кровью окрасил я [гору] как шерсть, его лагерь я захватил, его колесницы, всадников, коней, мулов, лошаков, имущество и богатую добычу привёл я с гор. Араму, свою жизнь спасая, убежал на недоступную гору. В моей могучей силе, как тур, раздавил я его страну, поселения превратил в развалины и сжёг огнём. Город Арзашку и поселения его округи захватил, разрушил и сжёг огнём. Кучи из голов устроил я напротив городских ворот. Одних [из людей] живыми свалил я в кучи, а других вокруг куч посадил на кол… Я спустился к морю страны Наири, грозное оружие Ашшура омыл я в море, принёс жертвы, сделал изображение моего величества и записал на нём хвалу Ашуру, великому владыке, моему господину, пути моей отваги и славные дела…

Судя по всему, Салманасар III придавал большое значение взятию Арзашкуна, однако в ассирийских надписях ничего не говорится о завоевании Салманасаром страны Урарту. Армия Урарту, однако, не могла противостоять ассирийцам в открытом сражении и предпочитала вести партизанскую войну в горах, вынужденно оставляя плодородные низменности Армянского нагорья на разграбление ассирийцам. В текстах Салманасара Арзашкун обозначен идеограммой «царский город», что, по мнению Б. Б. Пиотровского, вовсе не означает, что Арзашкун был столицей или, по крайней мере, единственной столицей урартского царя Арамы — царских городов в Урарту уже тогда могло быть несколько (одним из них мог быть город Тушпа).
Ещё через 12 лет, на пятнадцатом году своего правления, Салманасар III предпринял новый военный поход против царя Урарту Арама и, если верить его надписи на шеду в его дворце, разграбил и сжёг все поселения Урарту от истока Тигра до истока Евфрата. Систематическое противостояние с Ассирией способствовало развитию урартской армии, которое, вероятно, началось во времена правления Арамы. Судя по рисункам на барельефах, урартская армия постепенно перестраивалась от «хеттского» образца к ассирийскому.
Как видно из ассирийских источников, Арама оставался царём Урарту и на пятнадцатом году правления Салманасара III, то есть около 845—844 годов до н. э. Следующая надпись о походе Салманасара III против Урарту относится к 27-му году его правления (ок. 832 года до н. э.), и в этот раз царём Урарту назван уже Сардури.

### Сардури I(844—828 гг. до н. э.)
Сардури, сын Лутипри, был первым царём Урарту, собственные надписи которого сохранились до наших дней. Речь идёт о надписях на камнях крепостной стены, возведённой Сардури у подножия Ванской скалы. Они созданы ещё ассирийской клинописью, однако из анализа соблюдения правил ассирийского языка и своеобразия оборотов речи явно следует неассирийское происхождение их автора. Надписи содержат следующее:

Надпись Сардури, сына Лутипри, царя великого, царя могущественного, царя вселенной, царя страны Наири, царя, равного которому нет, удивительного пастыря, не боящегося сражения, царя, подчиняющего непокорных. (Я), Сардури, сын Лутипри, царь царей, который от всех царей получил дань. Так говорит Сардури, сын Лутипри: Я эти камни принес из города Алниуну (и) воздвиг эту стену.

Это первое документальное свидетельство о строительной деятельности царей Урарту. Три сохранившиеся одинаковые по содержанию надписи на камнях крепостной стены цитадели у западного подножия Ванской скалы, помимо прочего, повествуют о происхождении массивных (достигавших 0,75 метра в высоту и 6 метров в длину) камней известняка, из которых Сардури воздвиг эту стену. Несмотря на то, что местонахождение города Алниуну однозначно не установлено, очевидным является тот факт, что этот известняк был привозной, так как отличался от камня других построек в районе озера Ван. Вероятным представляется расположение Алниуну на северо-восточном берегу озера Ван, недалеко от Эрциша, где установлены залежи известняка, в отличие от других мест ванского побережья (за исключением самой Ванской скалы). Судя по тому, что транспортировавшиеся каменные блоки весили 30—40 тонн и имели объём около 5 кубометров, оптимальным представляется их доставка именно водным путём из прибрежной каменоломни. На район Эрциша указывает также обнаружение там следов прибрежного урартского поселения, окружённого грубо сложенной стеной. Вероятно, именно здесь при Сардури I существовал причал, от которого по его приказу по озеру в Тушпу транспортировались огромные блоки известняка. Возведённая таким образом каменная постройка с надписями Сардури I могла выполнять функции барбакана или надвратной башни, защищавшей ступенчатый подход к цитадели Тушпы.

Остатки крепости, построенной Сардури I у Ванской скалы. Фотографии Русского археологического общества, 1916 г.
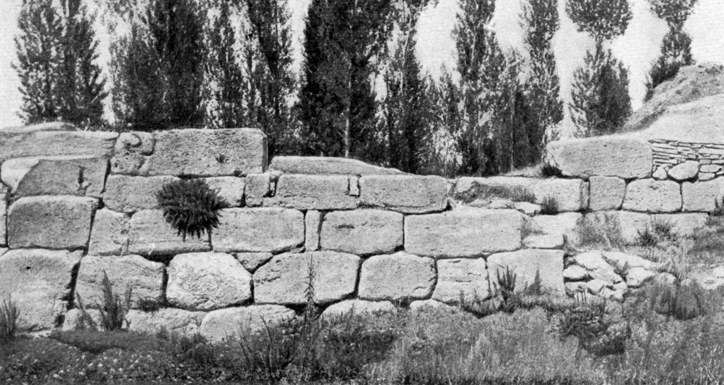
Сохранившаяся стена крепости
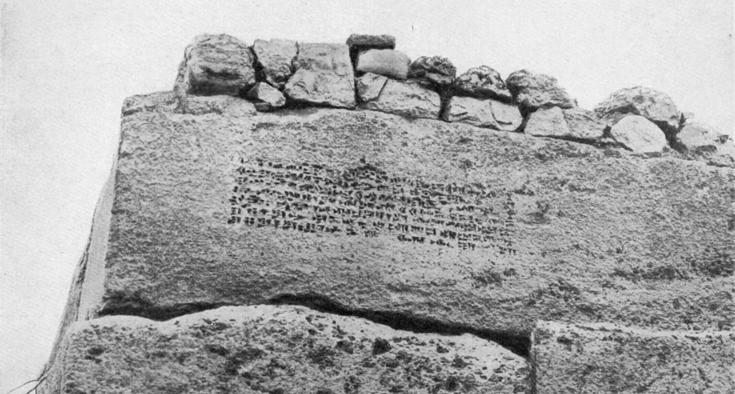
Надпись на ассирийском языке на одном из камней

Помимо обнаруженных надписей на камнях стены у Ванской скалы и упоминания в ассирийских анналах, высеченных на «Черном обелиске» из Калху, пока не обнаружено иных письменных источников о времени правления Сардури I. Следующее упоминание о царе Урарту в ассирийских надписях относится ко второму походу царя Шамши-Адада V (ок. 822 г. до н. э.) и повествует уже об Ушпине (Ишпуини), сыне и, судя по всему, преемнике Сардури I.

## Период расцвета

### Ишпуини (828—810 гг. до н. э.)
Ишпуини носил пышный титул «Царь великий, царь могущественный, царь вселенной, царь страны Биаинили (Наири), правитель города Тушпа».
Реформы и перевооружение урартской армии, начатое предшественниками Ишпуини, постепенно превратили Урарту в значительно более сильную в военном плане державу. Царь Ишпуини начал осуществлять собственные завоевательные походы и расширять границы Урарту. В сохранившихся надписях, повествующих о военных походах Ишпуини, прослеживается три направления урартской экспансии того периода: на юго-восток от Тушпы в горные районы, на южное побережье озера Урмия и на север, в горные районы Закавказья. О юго-восточном походе рассказывает так называемая Келяшинская надпись Ишпуини, высеченная на ассирийском и урартском языках на большой стеле, обнаруженной на перевале к юго-западу от Урмии в районе нынешнего иракского города Равандуз. Важнейшим результатом этого похода стало завоевание и включение в состав Урарту буферного с Ассирией государства с центром в городе Мусасир (урарт. Ардини). Позднее Мусасир стал важным южным форпостом Урарту в противостоянии с Ассирией.
Келяшинская стела, установленная на горном перевале, на современной ирано-иракской границе, позволяет предполагать, что контроль Урарту при Ишпуини распространялся на всю область между западным берегом Урмии и горами, в настоящее время отделяющие Ирак от Ирана. Здесь же владения Ишпуини могли граничить с владениями Ассирии. Очевидно, к концу правления Ишпуини практически все районы, находившиеся вокруг озера Урмия, находились под властью Урарту, не только на севере и западе, но на юге и на востоке.
О походе в район южного побережья озера Урмия повествует надпись на обеих сторонах большой стелы, найденной восточнее озера Ван у селения Карагюндуз (арм. Харагонис). В надписи говорится о победах над городом Меишта и страною Баршуа (Парсуа) к югу от Манны, которые на долгое время стали объектом борьбы между Урарту и Ассирией. В надписи подробно описывается состав и численность войск Ишпуини:

Могуществом бога Халди отправились (в поход) на город Меишта Ишпуини, сын Сардури, (и) Менуа, сын Ишпуини; был Ишпуини могуч, Менуа могуч; в войске (их насчитывалось): 106 боевых колесниц, 9174 всадника, 2704 пеших воина. Предшествовал (?) бог Халди Ишпуини, сыну Сардури, (и) Менуа, сыну Ишпуини. Завоевали они города Меишта, Куа, Шариту, Нигиби, (города) страны Баршуа.

Таким образом, военные достижения Ишпуини положили начало расцвету царства Урарту, значительно расширив его границы в направлении территорий между озёрами Ван и Урмия, а также за счёт приурмийских районов. Усиление Урарту не могло не беспокоить Ассирию, ослабленную внутренними проблемами в конце правления Салманасара III. Новый царь Шамши-Адад V с первых лет своего правления начал военные действия против Урарту («страны Наири»), три года подряд направляя войска на север. Судя по содержанию надписи Шамши-Адада на монолите из Калху, во время второго похода (около 822 года до н. э.) ассирийские войска под предводительством Мутаррис-Ашшура достигли в Урарту серьёзных, хотя и, вероятно, случайных военных успехов:

В мой 2-й поход я отправил и отослал на страну Наири Мутаррис-Ашшура, начальника глав, мудрого, опытного в битве, разумного, с моими храбрецами и станом. Он дошел до Моря захода солнца, захватил 300 поселений Шарцины, сына Мекдиары, 11 укрепленных городов вместе с 200 поселений Ушпины, перебил их воинов, полонил полон, их добро, богатство, богов, сыновей и дочерей; разрушил, снес и сжег огнем их поселения.

Походы Ишпуини на север, о которых известно из четырёх его сохранившихся надписей (три из них найдены в районе оз. Ван, четвёртая севернее — около Алашкерта), были вызваны набегами племён из южного Закавказья. Ишпуини сообщает о своих победах над племенами Уитерухи, Луша и Катарза, вторгшихся в границы Урарту, вероятно, из долины Аракса и дошедших до Алашкерта при военной поддержке царей страны Этиухи (область к северу от горы Арагац). Победоносное войско Урарту состояло из 66 колесниц, более тысячи всадников (в сохранившейся надписи число всадников повреждено) и 15760 пеших воинов.

### Менуа (810—786 гг. до н. э.)
В период правления Менуа Урарту становится самым могущественным государством Передней Азии.
Урарту, в течение нескольких столетий почти беспрерывно воевавшее с Ассирией, впервые с момента своего образования смогло противостоять Ассирии на равных только при отце Менуа, Ишпуини. При Менуа отношения с Ассирией, возможно, вообще носили мирный характер — во всяком случае, не сохранилось данных о военных походах Менуа против Ассирии или о военных походах Ассирии против Урарту в этот период. Время правления Менуа пришлось на период правления ассирийской царицы Семирамиды (Шамирам, 805—783 годы до н. э.), что, возможно, способствовало установлению мира.
Мир или нейтралитет с Ассирией позволили Менуа сосредоточиться на военных походах на других направлениях и на строительстве внутри своей страны.
Менуа предпринял ряд походов, расширяющих границу Урарту на север за реку Аракс и на запад в страну Хати, то есть за счет хеттских княжеств, оставшихся после распада хеттского государства, а также на юго-восток в страну Мана, лежащей у озера Урмия. В результате этих действий граница Урарту на западе дошла до верхнего течения Евфрата, а на севере урарты перешли Аракс, вошли на территорию современной Армении и заняли плодородную Араратскую долину. В качестве опорного пункта для последующих походов Менуа построил крепость Менуахинили на северном склоне горы Арарат. Страна Мана, пограничная с Ассирией, возможно, вошла в урартскую зону влияния.
Описания успешных военных походов Менуа высекались клинописью на камнях и глиняных табличках. Один из таких камней, оставшийся от разрушенной урартской крепости был использован в качестве фундамента при строительстве ок. V веке н. э. армянской церкви в районе озера Ван. В конце XIX века текст надписи был издан в Европе, а в 50-е годы XX века переведен и прочитан:

Бог Халди выступил в поход со своим оружием, победил он … оружие бога Халди — могучее. Могуществом бога Халди выступил в поход Менуа, сын Ишпуини. Предшествовал ему бог Халди. Менуа говорит: Я предал огню страну …, страну Бабанахи, …
В том же году город Калибилиани, город Арпуиани, страны Усусуани, город Хулмеруни, Тушурехи, … с той стороны страны Мармани; город Эруни, … город Кирпунуни, страну Улибани я завоевал и предал огню. Страну Диргу, город Ишала … я завоевал, страну я сжёг; дошёл я до … стороны города Кумену, до Ассирии … ??55 человек за этот год — одних я умертвил, других же живыми увёл; мужчин из них отдал я воинам.

Бог Халди стал официальным урартским главным богом, по-видимому, только при отце Менуа, Ишпуини. Это произошло после того, как Ишпуини захватил религиозный центр Мусасир, где был расположен главный храм бога Халди. Текст, типичный для времени правления Менуа связывает силу бога Халди с силой урартского оружия, наподобие аналогичным ассирийским текстам, где упоминался бог Ашшур. Менуа, по-видимому, таким образом укреплял значение Халди. Сам поход был предпринят на юго-запад в небольшие территориальные образования буферные с Ассирией.
Отсутствие изматывающего противостояния с Ассирией позволило Менуа сосредоточиться на строительстве внутри страны. Помимо крепостей в районе озера Ван, которые дополнительно укрепляли столицу Урарту, Тушпу, Менуа основал несколько поселений и построил множество оросительных каналов. Земледелие во многих частях Армянского нагорья, где располагалось Урарту возможно лишь при интенсивном орошении. Строительство Менуа резко интенсифицировало сельскохозяйственный потенциал центральной части страны. Особенно выделялся канал, снабжающий пресной водой город Тушпу. (Вода в озере Ван — солёная, и не пригодна для питья и орошения). Общая протяженность этого канала 70 км, через реку Хошаб вода канала переводилась по специальному мосту, а в низменных местах по каменной кладке высотой до 15 метров. Учёные считают, что инженерные характеристики этого канала не уступают современным гидротехническим сооружениям. Канал Менуа бесперебойно функционирует в течение 2500 лет с урартского периода по настоящее время и по-прежнему снабжает пресной водой районы города Ван. Подача воды в канале зависит от времени года и составляет от 2 до 5 кубометров воды в секунду. Единственные ремонтные работы в современный период были проведены в 1950 году, когда часть стен канала были укреплены железобетонными конструкциями.
|  | Перевод надписи на одном из камней: Могуществом бога Халди Менуа, сын Ишпуини, этот канал провёл. «Канал Менуа» — имя его. Величием бога Халди Менуа, царь могущественный, царь великий, царь страны Биаинили, правитель Тушпа-города. Менуа говорит: Кто эту надпись уничтожит, кто её разобьёт, кто кого-нибудь заставит совершить эти дела, кто другой скажет: Я этот канал провёл, пусть уничтожат боги Халди, Тейшеба, Шивини, все его боги под солнцем. |

Некоторые другие из каналов Менуа сохранились до наших дней и также продолжают использоваться по назначению.
Средневековый армянский историк, Моисей Хоренский, приводит легенду о личном участии ассирийской царицы Семирамиды (Шамирам) в строительстве различных красочных построек в Тушпе и канала Менуа. Более того, археологи XIX века записали аналогичные сказания жителей современного города Ван, расположенного на месте Тушпы о строительстве «канала Шамирам».
Историки полагают, что легенда возникла в связи с тем, что Семирамида правила одновременно с Менуа, и её большая известность со временем превратила «канал Менуа» в «канал времен Шамирам», а потом просто в «канал Шамирам», хотя истинным строителем канала был Менуа. С другой стороны маловероятно, но возможно, что отношения Урарту и Ассирии этого периода были настолько тесными, что Семирамида действительно принимала определённое участие в строительстве.
Расширение границ Урарту за время правления Менуа осложнило политическую обстановку для Ассирии. Ассирия не имела собственных железных рудников, а также хороших условий для коневодства, поэтому регулярно покупала или отбирала железо и лошадей в Урарту или в Малой Азии. Успех в борьбе с хеттами привёл к расширению границ Урарту до верхнего течения Евфрата, и, таким образом, Урарту перекрыло главный водный путь в Малую Азию, монополизировав пути поставки стратегических военных товаров в Ассирию. Снабжение ассирийской армии попало в зависимость от Урарту. Благодаря этому обстоятельству, к началу правления сына Менуа, Аргишти I, Урарту являлось самым сильным государством Передней Азии.

### Аргишти I(786—764 гг. до н. э.)

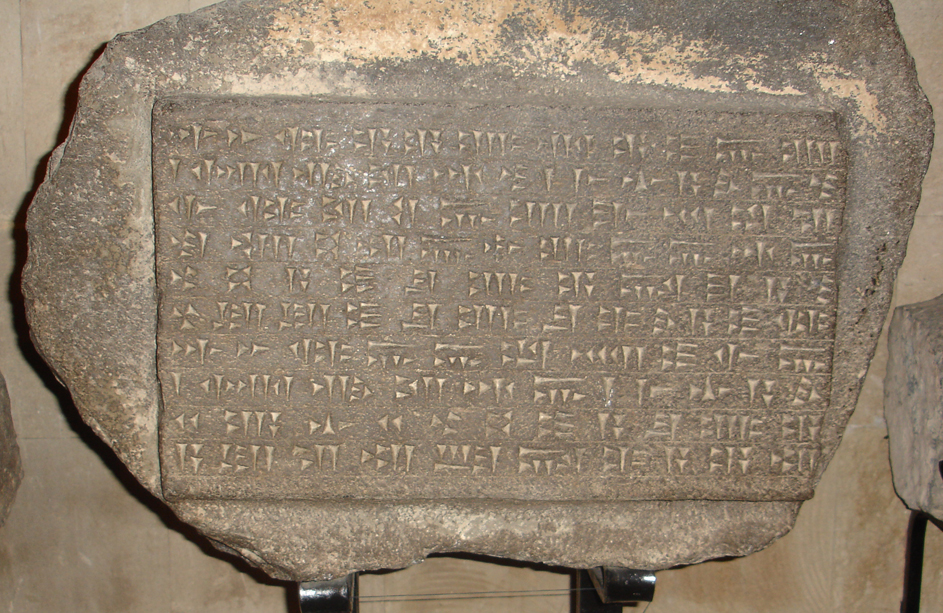
Табличка времен Аргишти I об основании поселения на месте современного Еревана. Обнаружена в 1950 году на холме Арин-Берд. Хранится в музее «Эребуни» в Армении. Перевод надписи: Величием бога Халди Аргишти, сын Менуа, эту могущественную крепость построил; установил её имя Эребуни для могущества страны Биайни и для устрашения вражеской страны. Земля была пустынной, могучие дела я тут совершил. Величием бога Халди Аргишти, сын Менуа, царь могущественный, царь страны Биайни, правитель города Тушпы.

В период правления Аргишти I Урарту находилось в зените своего могущества. Завоевания отца Аргишти I, Менуа, перерезали пути стратегических поставок железа и лошадей из Малой Азии в Ассирию, что придало Урарту важное преимущество перед соседней Ассирией. Былое могущество Ассирии в Передней Азии перешло, таким образом, к Урарту. Аргишти I, однако, не пытался завоевать Ассирию, а лишь успешно отражал её попытки вернуть себе потерянные торговые пути. Кроме этого, Аргишти I предпринял ряд успешных походов в страну Мана, которая надолго попала под урартское влияние, а также существенно продвинул границы Урарту в Закавказье. Здесь во время правления Аргишти I был основан город Аргиштихинили на месте современного Армавира и город-крепость Эребуни на холме Арин-Берд вблизи современного Еревана, первоначальное население которого составили пленные «страны Хати». Крепость Эребуни использовалась в дальнейшем урартскими войсками для походов вглубь района озера Севан.
Сила урартского оружия периода правления Аргишти I обеспечила стабильность внутри страны. Огромный объём строительства оросительных каналов, проделанный отцом Аргишти I, Менуа, и внутренняя стабильность способствовали развитию сельского хозяйства Урарту и обогащению страны. По-видимому, основная активность Аргишти I была сосредоточена в Закавказье, на территории современной Армении — именно здесь было обнаружено двенадцать из известных девятнадцати надписей Аргишти I. Возможно, в городах Аргиштихинили и Эребуни существовали резиденции Аргишти I. На территории Закавказья Аргишти I продолжил деятельность своего отца — развивал сельское хозяйство, сажал виноградники, проводил оросительные каналы.

### Сардури II(764—735 гг. до н. э.)
Взойдя на престол в 764 году до н. э., Сардури II продолжил политику своего отца Аргишти I по расширению границ Урарту. Завоевания предшественников Сардури II, Менуа и Аргишти I, сделали Урарту самым могущественным государством Передней Азии. Мощная урартская армия была перестроена по передовому ассирийскому образцу, а сами ассирийцы (из-за расширения границ Урарту) были отрезаны от стратегических поставок лошадей и железа. Сардури II предпринял множество успешных военных походов по расширению границ. Многие из его ранних походов совершались в Закавказье, где урарты почти не встречали сопротивления. Во время этих походов Сардури II легко захватывал пленных и военные трофеи. Возможно, что могущество Урарту этого периода вселило излишнюю самоуверенность в Сардури II и его боевых командиров. Например, боевое оружие этого периода изготовлялось с большим числом украшений, и, хотя урарты давно владели технологией производства железного оружия и железными рудниками, много оружия производилось из бронзы.
К середине своего правления Сардури II предпринял также поход в пограничную с Ассирией страну Манна, который, возможно, спровоцировал Ассирию на подготовку войны против Урарту. Летопись Сардури II сообщает:

Бог Халди выступил со своим оружием, …, поверг их перед Сардури, сыном Аргишти. Халди могуч, оружие бога Халди — могучее. Выступил в поход Сардури, сын Аргишти. Сардури говорит: Я отправился, выступил я в поход на страну Мана, страну я завоевал, города сжёг и разрушил, страну я разорил; мужчин и женщин угнал в страну Биаинили. Цитадель города Дарбани, укрепленную, в бою я завоевал, эту страну к моей стране я присоединил.

Правители соседней Ассирии до 744 года до н. э. были не в состоянии помешать урартам в их завоеваниях.
В 744 году до н. э. в соседней с Урарту Ассирией произошли политические перемены. Относительно мирных правителей Ашшур-дана III (период правления 772—755 гг. до н. э.) и Ашшур-нирари V (период правления 754—745 гг. до н. э.) сменил решительный Тиглатпаласар III, который немедленно начал борьбу за восстановление Ассирией былого господства в Передней Азии. Тиглатпаласар III провел ряд реформ в ассирийской армии и начал успешные боевые действия на западных границах Урарту, направленные на возврат Ассирии контроля над торговыми путями в Малую Азию, отобранные урартами при царе Менуа. К 735 году до н. э. состоялось решающее сражение между ассирийской армией и урартской армией на западном берегу Евфрата. Ассирийцы разбили урартскую армию и захватили большое число пленных и различные трофеи. Сардури II, который командовал урартской армией, бежал с поля битвы в столицу Урарту Тушпу, а Тиглатпаласар III продолжил военный поход вглубь Урарту. Ассирийская летопись сообщает:

Сардури урарта в Турушпе, его главном городе, я запер, большое побоище устроил перед городскими воротами, изображение моего величества установил я напротив города. 60 мер пути по обширной стране Урарту сверху донизу победоносно я прошел и не встретил соперника. Страны Уллуба и Хабху, расположенные у подножья горы Нал, я завоевал целиком и включил в границы Ассирии.

Обстоятельства смерти Сардури II остаются до конца невыясненными. По-видимому, он был убит ассирийцами при осаде Тушпы. Крупное поражение от ассирийцев повергло Урарту в хаос, многие области немедленно восстали против центральной власти Тушпы. В жизни государства Урарту наступил закат, который постепенно закончился его гибелью.

## Период заката

### Руса I(735—714гг. до н. э.)
Руса I стал царём Урарту в трудное для государства время. Его отец, Сардури II, по-видимому, погиб в результате сражения с ассирийским царём Тиглатпаласаром III в 735 году до н. э. (или, возможно, был свергнут собственными придворными или умер естественной смертью в 735 году до н. э.). Поражение Сардури II было первым крупным военным поражением Урарту более чем за столетие, и, более того, это было первое крупное поражение Урарту с того времени, как бог Халди стал официальным главным богом страны. С именем бога Халди урартские цари побеждали с того времени, как прадед Русы I, Ишпуини, присоединил к Урарту город Мусасир — центр поклонения этому богу.
Руса I сумел, однако, решительными действиями сохранить государственность Урарту и долгое время не допустить дальнейших потерь урартских земель. «С моими двумя конями и моим возничим, моими руками завоевал я царство Урарту» — выгравировал на стеле Руса I, подразумевая, что лишь своей волей и авторитетом прошлых правителей, не имея в 735 году до н. э. реальной военной силы, Русе I удалось, объехав несколько важнейших областей Урарту, сохранить целостность государства.
Русе I также заново пришлось выстраивать взаимоотношения с Мусасиром, религиозным центром Урарту.

Руса, сын Сардури, говорит так: Урзана, царь города Ардини, явился передо мною. Взял я на себя заботу о пропитании всего его войска. По причине этой милости, богам по велению бога Халди я воздвиг часовни на высокой дороге, для благоденствия царя Руса. Урзана я поставил правителем области, посадил я его в городе Ардини.

В том же году я, Руса, сын Сардури, пришёл в город Ардини. Урзана на высокий трон своих предков — царей посадил меня… Урзана перед богами в храме богов передо мной совершал жертвоприношения. В то время богу Халди, владыке, храм, жилище его божества, в воротах я построил.
Урзана предоставил мне вспомогательные войска…, боевые колесницы, какие только имелись у него; я повёл вспомогательные войска и по велению бога Халди я, Руса, пошёл к горам Ассирии. Устроил я там резню. Вслед за этим Урзана схватил мою руку, я позаботился о нём, посадил я его на его место владыки для царствования. Народ в городе Ардини присутствовал при этом, сделанный мною пожертвования целиком я отдал городу Ардини; праздник для жителей города Ардини я устроил. Тогда в мою страну я возвратился.
Я, Руса, слуга бога Халди, верный пастырь народа, который мощью бога Халди и силой своего войска, не боялся сражения. Бог Халди дал мне силу, власть, радость в продолжение всей моей жизни. Страной Биаинили я управлял, вражескую страну же притеснил. Дали мне боги долгие дни радости и, кроме радостных дней … … Вслед за этим мир был водворён.

Кто эту надпись уничтожит, кто её разобьёт, кто совершит такие дела, пусть уничтожат боги Халди, Тейшеба, Шивини, все боги его семя и его имя.

Тем временем обстановка в соседней Ассирии позволяла Урарту оправиться от поражения Сардури II. Тиглатпаласар III в последние годы своего царствования был озабочен внутренними проблемами. В 727 году до н. э. Тиглатпаласара III сменил его сын Салманасар V, который за пять лет своего правления вёл военные действия на западе Ассирии исключительно против Финикии и Иудеи. Вероятно, что в этот период между Урарту и Ассирией установилось перемирие.
Внешнеполитическое спокойствие позволило Русе I вести хозяйственную деятельность, укреплять военную и экономическую мощь Урарту. Урартский царь предпринял серию удачных военных походов в Закавказье, а также, воспользовавшись обстоятельствами, в страну Мана, пограничную с Ассирией область. Руса I построил по крайней мере 2 крепости в районе озера Севан.
В 722 году до н. э. к власти в Ассирии пришёл более решительный и воинственно настроенный Саргон II, младший сын Тиглатпаласара III. Саргон II вступил на престол после смерти своего старшего брата Салманасара V и был настроен вернуть Ассирии былое могущество. О периоде правления Саргона II сохранилось много глиняных документов, поэтому и последний период правления Русы I оказался хорошо освещен для историков.
|  |  |  | Табличка была написана клинописью по сырой глине, которая затем прошла процедуру обжига. Текст написан на вавилонском диалекте аккадского языка и представляет собой письмо («реляцию») Саргона II богу Ашшуру, где ассирийский царь отчитывается перед своим богом о своих действиях в 714 году до н. э. Текст, который содержит подробное описание похода Саргона II против Урарту 714 года до н. э., был в первые издан Тюро-Данженом в 1912 году. Благодаря ёмкости клинописного письма, табличка вмещает много информации, так например, её русский перевод занимает 16 страниц. |

В 722 — 719 годах Саргон II был занят военными действиями на западе — в Сирии и Палестине, расчистил стратегически важные для Ассирии торговые пути в Малую Азию, а с 718 года до н. э. перенес военные действия на север. Действия Саргона II всегда были тщательно подготовлены, в его резиденции, Дур-Шаррукине, сохранились клинописные таблички с разведывательными донесениями из Урарту. Разведывательным данным придавалось такое значение, что ответственным за донесения из Урарту был назначен сын Саргона II, Синахериб, который сам впоследствии стал царем Ассирии. С 718 по 715 годы до н. э. Саргон II и Руса I не решались вступить в прямые сражения. Их борьба развернулась на территории страны Манна, лежавшей к востоку от озера Урмия. Несколько раз за этот период Саргон II захватывал страну маннейцев и сажал на престол угодного ему царя, а Руса I в ответ организовывал восстание маннейцев в пользу царя лояльного Урарту. К 714 году до н. э. обстановка в отношениях между Урарту и Ассирией окончательно накалилась.
В 714 году до н. э. Саргон II выступил с тщательно подготовленным походом против Урарту, сразу после получения донесения о неудачном выступлении Русы I в Закавказье против киммерийцев. Поход начался с Маны, которую легко завоевали ассирийские войска. Саргон II двинулся дальше на восток, преследуя войска лояльные Урарту, но получил донесение о том, что Руса I накопил большие силы в горном ущелье к востоку от озера Урмия, откуда готовится напасть на ассирийскую армию с тыла. Саргон II резко изменил свои планы и двинулся к войскам Русы I. Ему удалось внезапно напасть на урартский лагерь ночью, и войска Урарту потерпели жестокое поражение. Сам Руса I вынужден был спасаться бегством. Саргон II получил возможность продолжить движение на север, разгромил город Улху, подошёл к северо-восточному берегу озера Ван. Опираясь на данные разведки, Саргон II не решился двинуться на Тушпу, а повернул обратно. Направляясь обратно в Дур-Шаррукин, Саргон II неожиданно предпринял очень трудное путешествие через лесистые горы, неожиданно для урартских сил появился в Мусасире, разрушил и разграбил город. Руса I, узнав об этих событиях, покончил жизнь самоубийством. Ценности, захваченные Саргоном II в Мусасире украсили его дворец в Дур-Шаррукине. Из летописи Саргона II:

… услышав, Руса поник на землю, разодрал свои одежды, опустил свои руки, сорвал свою головную повязку, распустил свои волосы, прижал обе руки к сердцу, повалился на брюхо; его сердце остановилось, его печень горела, в устах его были горестные вопли. Во всём Урарту до пределов его я распространил рыдания, плач на вечные времена я устроил в Наири.
…
… Руса, правитель Уруатри, услыхал, что Мусасир разрушен, его бог Халди увезён, то собственной рукой, железным кинжалом своего пояса лишил себя жизни.

Утрата контроля над главным религиозным центром страны имела тяжёлые последствия для Урарту: серьёзно пострадал культ бога Халди, главного бога страны.

### Аргишти II(714—685 гг. до н. э.)
Аргишти II вступил на урартский престол, вероятно, сразу после того как его отец Руса I в 714 году до н. э., по словам ассирийского царя Саргона II, «услышав о разгроме Мусасира и пленении своего бога Халдиа, своими собственными руками поясным железным кинжалом покончил жизнь свою». Сохранившиеся документы, в том числе дошедшие до нас клинописные тексты самого Аргишти II, довольно слабо освещают историю Урарту его времени. Очевидно, что после похода VIII года правления Саргона II Урарту всё же сохранило свою независимость, хотя царь Ассирии не потерял интереса к происходящему на ассирийско-урартских рубежах и в следующие несколько лет организовал победоносные походы против союзников и вассалов Аргишти II — правителя Табала и Миты, вождя мушков (мосхов) и царя Куммуха, кроме того, Саргон продолжил возводить укрепления и осуществлять военный шпионаж в приграничных с Урарту районах.
В последние годы своего правления Саргон II вынужден был сосредоточить своё внимание на других проблемах и отвлечься от вопросов, связанных с Урарту.
Так же действовал и его наследник, что дало Аргишти время и силы для восстановления своего государства после поражения, нанесённого ассирийцами в 714 году до н. э. Клинописные источники говорят о масштабных строительных работах, проводившихся Аргишти II в центре Урарту, в том числе и в тех районах, через которые во главе своей армии прошёл Саргон. Две стелы Аргишти, найденные недалеко от Арджиша, повествуют о строительстве города, постройке оросительного канала и сооружении искусственного озера.
Надпись на обеих сторонах большой стелы, обнаруженной в селе Хаги недалеко от Арджиша (возможно, происходящей из развалин древнего урартского города), сообщающая об основании города Тактумниа, сооружении искусственного озера (источником для которого служила река Калиала) и оросительного канала, устройстве садов и виноградников, помимо прочего, содержит титулатуру Аргишти II:

Величием бога Халди Аргишти, сын Руса, царь могущественный, царь страны Биаинили, слуга бога Халди, верный пастырь народа, (который) величием бога Халди… не боялся сражения.

Судя по всему, Аргишти II занимал престол Урарту в течение почти всего царствовыния ассирийского царя Синаххериба (убит ок. 681 г. до н. э.), наследовавшего своему отцу Саргону II около 705 г. до н. э. Ассирийские источники того периода ничего не говорят о событиях, относящихся Урарту, вероятно, потому, что Синахериб был занят войнами с другими соседями Ассирии. Сохранившиеся до наших дней письменные источники не позволяют установить время окончания правления Аргишти II. В текстах ассирийского царя Асархаддона, сына и наследника Синаххериба, в качестве царя Урарту упоминается
уже Руса II, сын Аргишти.
Во время правления Аргишти II, как и в период царствования Русы I, на северных и северо-восточных рубежах государства нарастала угроза вторжения из Кавказа кочевых племён киммерийцев. Урарту оставалось в безопасности до тех пор, пока граница вдоль озера Севан надёжно охранялась, однако, как только киммерийцы вторглись в долину Аракса, урарты лишились удобной линии обороны на северо-востоке. При Аргишти II киммерийцы уже заняли и разоряли существенную часть северных районов Урарту, постепенно двигаясь в сторону Фригии, столицу которой они впоследствии захватили и разрушили (ок. 685 г. до н. э.). Аргишти выступил против киммерийцев в 707 году до н. э., но, как и его отец семью-восемью годами ранее, потерпел поражение. Сейчас невозможно понять причины этого поражения, однако, судя по всему, оно не стало решающим, поскольку после него Аргишти II оставался во главе Урарту ещё более двадцати лет.
Вероятно, крепость, дворец, храм и вообще поселение в Алтин-Тепе на северо-западной границе Урарту (к востоку от современного Эрзинкана) были возведены в период правления Аргишти II — один предмет с надписью из Алтин-Тепе датирован периодом его правления. Если это верно, то укреплённое поселение в Алтин-Тепе могло быть создано для обеспечения обороны от возвращавшихся из Центральной Анатолии киммерийцев.
Две идентичные надписи Аргишти II, сохранившиеся к северо-востоку от Сараба у подножия южного склона потухшего вулкана Себелан, недалеко от дороги из Тебриза в Ардебиль, повествуют о его военной активности или даже экспансии в районе восточной границы Урарту, в результате которой он, вероятно, дошёл до районов, вплотную прилегающих к Каспийскому морю:

Величием бога Халди Аргишти, сын Руса, говорит: устроил (?) я поход в страну Архи; победил я страну Ушулу, страну Буку, дошел до реки; оттуда повернулся (и) победил страну Гирдуни (?), страну Гитухани, страну Туишду; город Рутумни (?) я завоевал. Завоевал я (много) стран (и) сделал их (моими) данниками, а также эту крепость завоевал я в бою, (затем заново) отстроил (и) установил (для неё) имя — город Аргшптиирду (букв. Наместника (царя) Аргишти), для могущества страны Биаинили (и) усмирения (?) вражеских стран.

По мнению Н. В. Арутюняна, восточный поход Аргишти II начинался, очевидно, по тому же маршруту, что и предыдущий поход Сардури II против страны Пулуади, то есть, по дороге Ван — Эрчек — Кязым-паша — Котур — Хой — Меренд — Тебриз. Однако от Тебриза армия Аргишти II двинулась, вероятно, иным путём — через Сараб к Ардебилю. По-видимому, именно вдоль этого маршрута располагались страны Архи, Ушулу (Ушулуни), Буку, Гирдуни (?), Гитухани и Туишду (Туишдуни).

### Руса II(685—639 гг. до н. э.)
Независимое Урартское государство при Русе, сыне Аргишти, не только продолжило существовать, но и, как показали археологические исследования, постепенно усиливалось. Клинописные надписи Русы II свидетельствуют о размахе строительства и укреплении мощи Урарту, что дало некоторым историкам повод назвать этого царя подлинным «реставратором Ванского царства». О культурном возрождении Урарту в этот период свидетельствуют археологические открытия в Кармир-Блуре (урартский город-крепость Тейшебаини), Адилджевазе (крепость Кефкалеси на северном берегу озера Ван) и Топрах-Кале (город Русахинили).
Во время раскопок урартского города Русахинили в Топрах-кале, помимо развалин жилых зданий, были обнаружены руины храма и дворца. При раскопках храма был найден декоративный бронзовый щит с посвятительной надписью («Богу Халди, своему владыке, этот щит Руса, сын Аргишти, посвятил ради жизни. Величием бога Халди Руса, сын Аргишти, царь могущественный, правитель Тушпа-города»), свидетельствующий о том, что храм был построен по указанию Русы II. Восточнее озера Ван, возле искусственного озера Кешиш-Гёль была найдена стела с надписью царя Русы, повествующей о создании этого искусственного озера («озеро Русы») и канала для снабжения водой «города Русы» (Русахинили), построенного этим царём. Однако, поскольку Кешиш-Гёльская надпись не содержит патроним Русы, мнения исследователей относительно идентификации данного урартского царя разделились: ряд учёных (В. Бельк, Леман-Гаупт, Н. В. Арутюнян, Г. А. Меликишвили) высказывались в пользу того, что надпись принадлежит Русе I, однако другие исследователи (Ч. Берни) считают, что её автором является Руса II.
По мнению Чарльза Берни, именно Руса II, а не Руса I, был основателем Русахинили и, соответственно, именно он создал искусственное «озеро Русы» (Кешиш-Гёл) и провёл от него канал для снабжения нового города водой. Берни предполагает, что город-крепость Русахинили был построен Русой II в качестве его новой столицы, поскольку Тушпа в то время пребывала в руинах после нашествия ассирийских войск Тиглатпаласара III в 735 году до н. э., а предыдущие правители Урарту — Руса I и Аргишти II — использовали в качестве столицы какой-то другой город. По утверждению Берни, нет никаких доказательств существования Русахинили до эпохи Русы II.
Другая внушительная крепость из крупного сырцового кирпича на каменном цоколе, двор которой занимал площадь около 4 гектаров, была возведена Русой II на холме Кармир-Блур, возвышающемся на юго-западной окраине современного Еревана. У южного и западного подножья холма был построен укреплённый город, получивший название Тейшебаини («город бога Тейшебы»). По мнению Б. Б. Пиотровского, характер городских зданий свидетельствует о строительстве города по общему плану. Во вновь построенный город Руса переселил жителей, доставленных из других мест. О строительстве города именно Русой, сыном Аргишти, свидетельствуют несколько надписей с его именем на каменных и бронзовых строительных элементах городских зданий. Надпись на базальтовых блоках, обнаруженная в 1962 году в верхних слоях одного из зданий, повествует о возведении в городе культовых сооружений:

Богу Халди, своему владыке, этот susi Руса, сын Аргишти, построил, а также величественные (?) ворота бога Халди города Тейшебаини страны Аза он воздвиг (и) посвятил богу Халди. Руса говорит: скала (?) была крутой (?), земля — пустынной; ничего здесь не было построено. Когда мне бог Халди царство дал и я воссел на наследственное царственное место, эти величественные (?) ворота бога Халди я построил. Со стороны бога Халди, со стороны ворот бога Халди да будет жизнь, радость, величие, а также сила, милость (и) могущество Русе, сыну Аргишти, царю могущественному, царю (многих) стран, царю страны Биаинили.

Надпись на стеле из армянского храма Звартноц близ Эчмиадзина, которая, по мнению Б. Б. Пиотровского, была когда-то привезена туда из равнины, расположенной напротив Кармир-блура, повествует об интенсивной ирригационной деятельности Руса II в районе Тейшебаини. По приказу Русы, от реки Илдаруниа (очевидно, современная Раздан) был проведён ирригационный канал под названием Умешини, вероятно, ставший одним из основных водных источников в долине Куарлини напротив Кармир-Блура. Сохранившийся до наших дней, неоднократно перестраивавшийся, канал Умешини представляет собой большой тоннель, прорытый в толще андезито-базальтовых скал, и сегодня является частью Эчмиадзинского канала. Кроме того, в указанной надписи Руса рассказывает об устройстве в ранее пустынной долине Куарлини виноградников, фруктовых садов и полей с посевами.
|                                                                     |  |                           |
| Оплывшие кирпичные стены крепости Тейшебаини на каменном фундаменте |  | Развалины крепости Бастам |

Для защиты от военной угрозы с востока от недавно возникшего Мидийского царства Руса II приказал возвести к востоку от озера Урмия несколько крепостей, в частности, мощный город-крепость Бастам в 85 км юго-восточнее современного Меренда. Город был построен в холмистом районе, в окружении гор, у ныне высохшего русла реки Селе. На самой высокой точке холма располагалась монументальная цитадель, а у подножия холма раскинулись жилые кварталы и объекты военного назначения. Судя по всему, этот город просуществовал недолго и был разрушен ещё при жизни Русы.
В ассирийских источниках Руса впервые упоминается в отчёте царя Асархаддона богу Ашшуру о своём походе на царство Шубрия около 673 года до н. э. Ассирийский царь указывает, что всех обнаруженных в Шубрии беглых урартов он вернул урартскому царю Русе, который ранее безрезультатно требовал их возвращения от царя Шубрии. В следующий раз Руса II упоминается в запросе Асархаддона к оракулу бога Шамаша относительно возможности нападения урартов и киммерийцев на Шубрию, находившуюся уже в составе Ассирии. Кроме того, в одном из отчётов Ашшурушаллима царю Асархаддону, помимо прочего, докладывается об организации наблюдения на границах с Урарту. Таким образом, в период правления Асархаддона и Русы II Ассирия и Урарту мирно сосуществовали, избегая открытых военных столкновений.
Совместное упоминание в запросе Асархаддона к оракулу Шамаша урартов и киммерийцев в своё время дало повод ряду советских учёных (в частности И. М. Дьяконову, Г. А. Меликишвили, Н. В. Арутюняну) сделать вывод о существовании в тот период военно-политического союза между Русой II и киммерийцами. Сохранилась надпись на камне, происходящем, вероятно, из развалин урартской крепости Кефкалеси в 4-5 км западнее Адилджеваза, упоминающая о военном походе Русы II на запад:

Руса… (Руса), сын Аргишти, говорит: я угнал женщин из вражеской страны… народ (?) стран Мушкини, Хате, Халиту… этой крепости, а также городам, которые (окружают ?) эту (крепость?)… к этой крепости я присоединил. Пусть никогда… пусть чему-нибудь из этих предметов (созданий) не (повредит кто-нибудь и т. д.)… Руса, сын Аргишти, говорит: бог Халди даровал(?) мне… Для бога Халди я эти деяния (совершил)… Величием бога Халди Руса, сын Аргишти, царь могущественный, царь (великий?)… царь страны Биаинили, царь стран, правитель (Тушпа-города).

Упоминание в данной надписи стран Мушкини (Мушки), Хате, Халиту позволило Г. А. Меликишвили утверждать, что в 676—675 годах до н. э. Руса II совместно со своим союзником, царём киммерийцев Тугдамме, совершил большой поход в Малую Азию против Фригии, Мелида и страны халдов, что привело к гибели Фригийского царства. Возражая против этой версии событий, Ч. Берни отметил, что хотя упоминание племён мушки и хаттов в надписи Русы и свидетельствует о его кампаниях в западном направлении, нахождение этих племён во Фригии и Каппадокии маловероятно и нет достаточных оснований предполагать, что в этот период урартские войска продвинулись на запад дальше, чем раньше. Также маловероятно, по мнению Берни, что Руса II установил свой контроль над черноморским побережьем в районе Трабзона, где в то время проживали халды. Даже если мушки и жили во Фригии, то далеко не всегда, а отождествление вождя мушков Мита с царём Фригии Мидасом недостаточно хорошо документировано, чтобы на его основании можно было сделать вывод о том, что царство, существовавшее в тот период вокруг долины Сакарьи на северо-западе Малой Азии, и страна мушков из ассирийских или урартских источников — суть одно и то же.
Судя по всему, относительно мирные отношения Руса II сохранял и со следующим ассирийским царём Ашшурбанапалом. На одном из рельефов дворца Синаххериба в Ниневии изображён приём Ашшурбанапалом послов царя Урарту, имевший место вскоре после победы ассирийского царя над Эламом около 654 года до н. э. Подпись к рельефу гласит:

Я — Ашшурбанапал, царь Ассирии, который в надежде на Ашшура и Иштар, моих владык, покорил своих врагов и удовлетворил свое сердце. Руса́, царь Урарту, услыхал о силе Ашшура, моего владыки, и страх перед моей царственностью охватил его, и послов (?) своих он послал в Арбелу для вопрошения о моем благополучии. Я поставил им в пример (?) Набудамика и Умбадару, послов (?) Элама, прибывших с письмом, содержавшим дерзкое послание.

Речь в этом тексте идёт о простом дипломатическом акте, предпринятом независимым царством Урарту по отношению к своему более могущественному соседу. Очевидно, в период правления Ашшурбанапала и Русы II, в ситуации, когда киммерийские и скифские орды свободно бродили как по урартским, так и по ассирийским территориям, совершая опустошительные набеги, Ассирия и Урарту вынуждены были придерживаться некоего подобия взаимного мира и дипломатического общения.

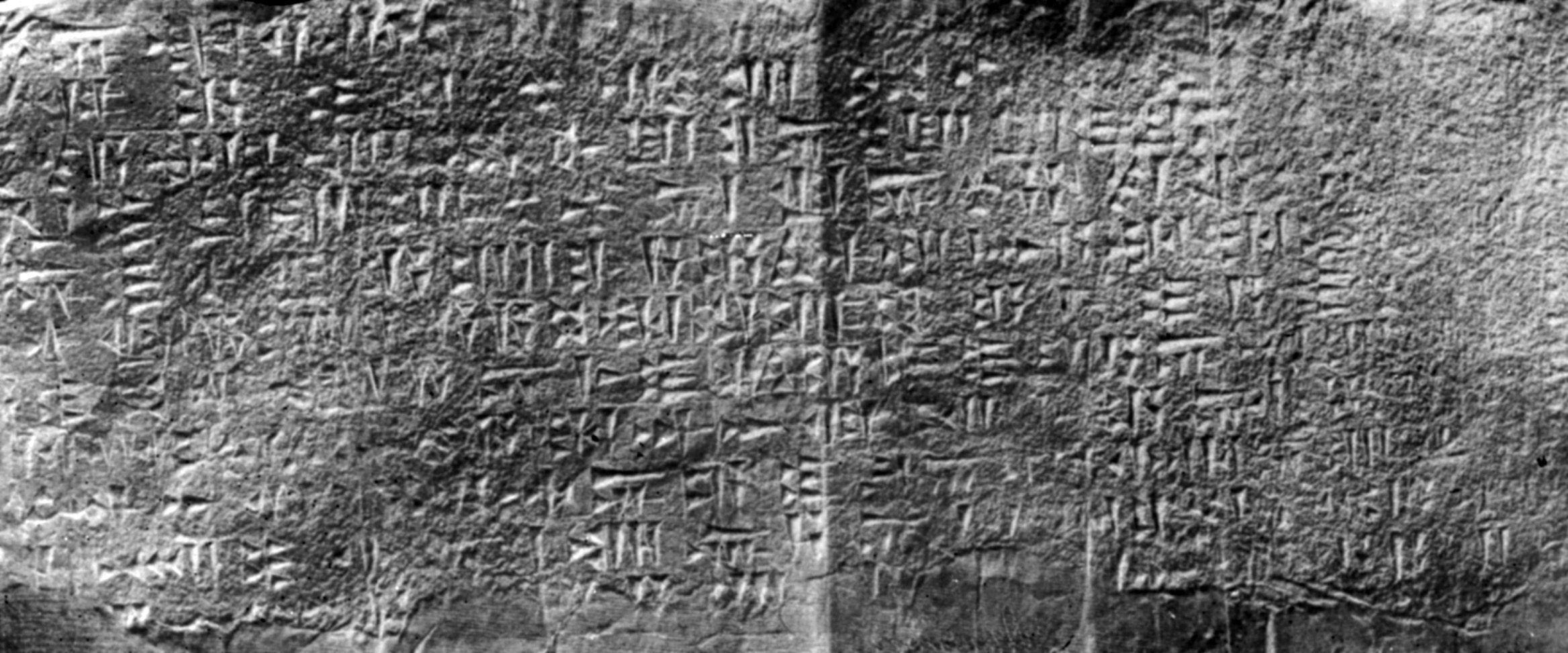
Надпись Русы II, повествующая об основании города бога Халди и о походах в страны Мушкини, Хате, Халиту
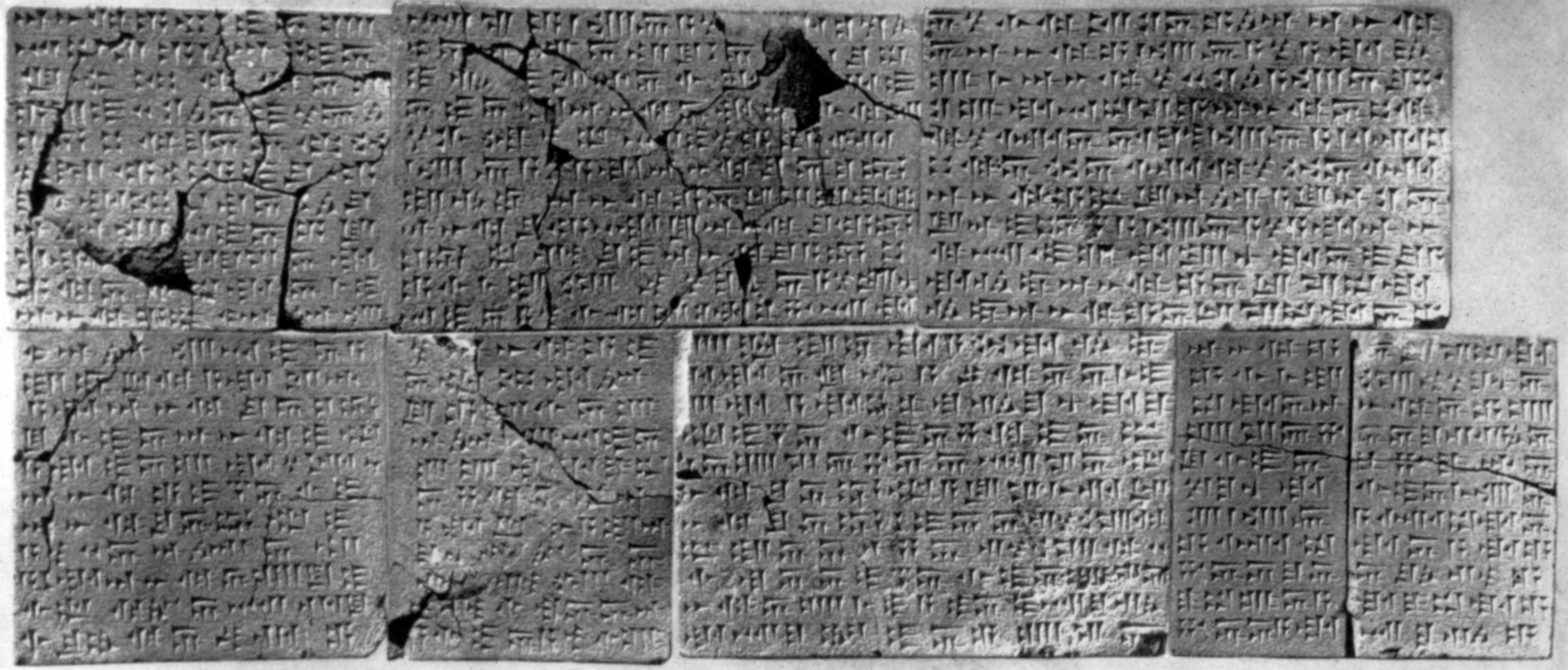
Надпись Русы II, повествующая о сооружении храма бога Халди в Тейшебаини

### Сардури III(639—625гг. до н. э.)
Ко времени правления Сардури III, государство Урарту ослабло настолько, что Сардури III был вынужден обращаться за помощью к вечному противнику Урарту — Ассирии. Есть мнение, что с этого момента Урарту фактически становится вассальным по отношению к Ассирии государством, а Сардури III называл царя Ассирии «своим господином».
Из ассирийской летописи Ашшурбанипала 638 года до н. э.:

… Иштардури, царь Урарту, цари, предки которого, царям, моим предкам, всегда писали «брат»,— теперь же Иштардури, услыхав о силе и деяниях, которые судили мне великие боги, — как сын своему отцу постоянно пишет: «господин», так и он, согласно этому, стал постоянно писать: «царю, моему господину». Почтительно, покорно он приносит сюда своё тяжкое приношение.

О последнем периоде истории Урарту сохранилось очень мало сведений. Вероятно, что столица Урарту во время правления Сардури III уже переместилась в Тейшебаини, так как урарты фактически не контролировали центр страны. От времени Сардури III сохранилось лишь две клинописные таблички хозяйственного содержания, которые были обнаружены при раскопках Кармир-Блура.
|  |  | |  |  |
|  |  | Вверху: Сведения об отправке рабочих и шести волов для работы на виноградниках. Слева: Царский приказ о переделе земель. Снизу таблички видны следы цилиндрической печати, удостоверявшей подлинность документа. |  |  |

### Сардури IV(625—620гг. до н. э.)
Во время правления Сардури IV, Урарту переживало закат своей государственности. Урартские цари постепенно утрачивали контроль над центром страны, и столица Урарту смещалась из города Тушпа, расположенного на берегу озера Ван, в город Тейшебаини, расположенный в Закавказье.
О последнем периоде истории Урарту в распоряжении учёных существует очень мало сведений. О Сардури IV фактически сохранилось лишь два упоминания, смысл которых вызвал дискуссию среди учёных. В более ранних исследованиях известный востоковед И. М. Дьяконов предполагал, что Сардури IV, будучи сыном Сардури III, не достиг совершеннолетия на момент смерти своего отца и уступил престол своему дяде Эримене. Впоследствии, после периода правления Русы III, около 600 года до н. э. Сардури IV взошёл таки на престол и стал последним правителем Урарту, современником разрушения крепости Тейшебаини. В более поздних исследованиях учёный Н. В. Арутюнян, имея возможность учесть находки археологических раскопок на Кармир-Блуре, полагал, что для конструкций Дьяконова нет оснований и что Сардури IV просто правил после своего отца. При этом сохраняется возможность, что Эримена был сыном Сардури IV, а также, что Эримена мог свергнуть с престола Сардури IV около 620 года до н. э. и стать основателем новой урартской династии. Современная наука не располагает достаточными сведениями, чтобы однозначно разрешить эти вопросы.

### Эрмина(620—605гг. до н. э.)
О последнем периоде истории Урарту в распоряжении учёных существует очень мало сведений. Эримена ни разу не упоминается в ассирийских источниках, а в урартских только как отец царя Русы III (Руса, сын Эримены).
Эримена известен благодаря бронзовому щиту, который был найден в Топрах-кале в 1880 году Ормуздом Рассамом. Щит хранится в Британском музее.
В оттиске печати на документе, найденном в Тейшебаини (Кармир-Блуре) упоминается как «Эримена, сын А[ргишти II ?]».
Существует несколько возможных трактовок прихода Эримены к власти. И. М. Дьяконов считал, что Эримена был братом Сардури III и возглавил государство в связи с тем, что на момент смерти Сардури III его сын Сардури IV ещё не достиг совершеннолетия. В более поздних работах Н. В. Арутюнян, опираясь на новые данные археологических раскопок на Кармир-Блуре, указывает, что для подобных конструкций нет оснований и что Эримена просто взошёл на престол после Сардури IV. При этом сохраняется возможность, что Эримена был сыном Сардури IV, а также, что Эримена мог свергнуть с престола Сардури IV около 620 года до н. э. и стать основателем новой урартской династии. Возможно также маловероятное предположение, что Сардури IV был свергнут Русой III, сыном Эримены, а сам Эримена никогда не был царём (аналогично тому, как Сардури I, сын Лутипри, взошёл на престол после Арамы). Современная наука не располагает достаточными сведениями, чтобы однозначно разрешить эти вопросы.
В первой половине XX века имелось предположение, высказанное И. И. Мещаниновым, о том, что отчество Русы III означает не имя «Эримена», а национальность — «армянин».

### Руса III(605—595гг. до н. э.)
Во время правления Русы III, Урарту переживало закат своей государственности. В течение последних десятилетий Урартские цари постепенно утрачивали контроль над центром страны, и столица Урарту смещалась из города Тушпа, расположенного на берегу озера Ван, в город Тейшебаини, расположенный в Закавказье. Однако незадолго до начала правления Русы III, в 609 году до н. э., произошло важное внешнеполитическое событие: южный сосед и вечный соперник Урарту, Ассирия, под натиском мидян и вавилонян перестала существовать. Урарты, таким образом, снова почувствовали себя хозяевами в центре страны и на южных границах, однако ненадолго, так как вокруг Урарту начало смыкаться кольцо новых врагов.
Руса III, воодушевлённый падением Ассирии, по-видимому, сконцентрировался на хозяйственной деятельности. Осталось несколько надписей Русы III о строительстве новых зернохранилищ в Тушпе, Эребуни и Аргиштихинили.
|  | Перевод надписи: … Руса, сын Эрмины, это зернохранилище наполнил. Здесь 6848 капи зерна. |

Вероятно, что Урарту, которое со времён Сардури III фактически являлось вассальным государством по отношению к Ассирии, после 609 года до н. э. сразу стало вассальным по отношению к Мидии. Однако, вероятно, что урартские города в Закавказье пользовались независимостью ещё какое-то непродолжительное время, и столица Урарту фактически переместилась в Тейшебаини.

### Руса IV(595—585гг. до н. э.)
О последнем периоде государства Урарту сохранилось лишь небольшое число обрывочных сведений. О существовании Русы IV учёным стало известно после внимательного изучения глиняной буллы, опечатывающей одно из зернохранилищ крепости Тейшебаини. Археологам сразу стало ясно, что булла была сорвана в момент последнего штурма крепости, на ней также сразу удалось прочитать отчество последнего урартского царя «сын Русы», однако имя царя «Руса» удалось прочитать лишь почти десятилетие спустя в 1960 году.
|  | Глиняная булла скрепляла концы верёвки, пропускаемой в петли двери, которая закрывала зернохранилище, и таким образом опечатывала зернохранилище. Для невозможности подделки буллы на ней ставилась подпись смотрителя и прокатывалась его цилиндрическая печать. На фотографии видны подписи и след цилиндрической печати. |

Таким образом, выяснилось, что последним урартским царём был Руса IV, сын Русы III, который возглавлял остатки некогда могущественного урартского государства. Во время правления Русы IV урарты окончательно утратили влияние в центре страны, в районе озера Ван и продолжали сдавать позиции в Закавказье. Город Аргиштихинили был утерян в бою, а город Эребуни оставлен без боя, а его ценности перевезены в Тейшебаини. Однако вскоре, около 585 года до н. э., и Тейшебаини будет сожжена, а вместе с этой крепостью государство Урарту погибнет.

## В настоящее время принятая точка зрения падение Урарту
В последнем квартале VII в. и в начале VI в. до н.э. стал достаточно прочным союз царства Армянского нагория: Вана, Ишкуза и Мана. По сведениям греческих историков Геродота и Страбона, Мадий, сын Партатуа (в древнеармянских источниках Рче или Рачья, сын Паруйра Скайорди) разгромив царя Марастана Кваксара, осаждавший ассирийский город Нинвей (624-584 гг. до н.э.), затем 28 лет подряд доминировал на Ближнем Востоке. В начале VI века до н.э. Ванское царство и тесно связанные с ним государственные образования все еще имели такой международный вес и престиж, что в 593 году до н.э. пророк древней Иудеи Иеремия призвал их союз против всемогущего Вавилона․ Следовательно поспешные предположения о завоевании Ванского царства или разрушении этого государства со стороны внешних сил, более того,  Марастаном в указанный период  не имеют достаточных аргументов. Таким образом, в настоящее время наиболее вероятной гипотезой является, что произошел просто государственный переворот царского рода Ванского государства в виде нового царского рода (Ервандуни).

## Преемственность Урарту

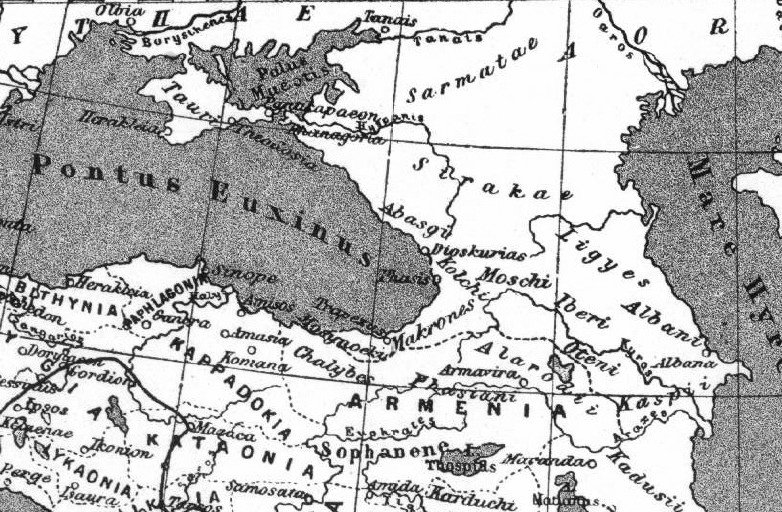
Армения по состоянию на VI—V века до н. э. Территория Древней Армении, примерно соответствует территории Урарту

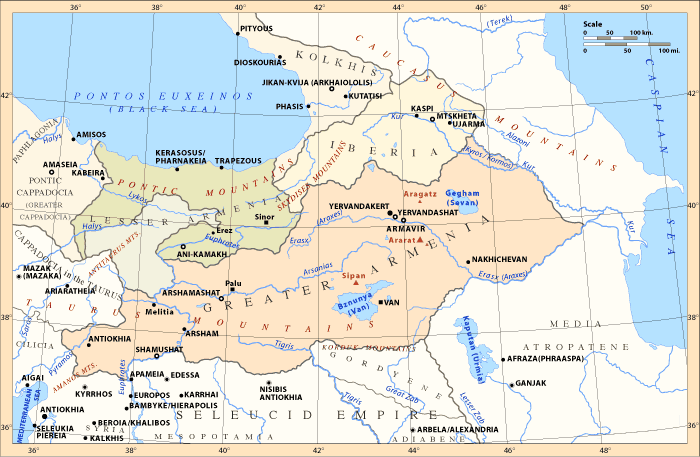
Армянские государства под управлением династии Ервандидов в 331—200 гг. до н. э.

Великая Армения в момент своего наибольшего могущества. 95-66 гг. до н. э.

Уже с начала VI века до н. э. большая часть территории Урарту известна как Армения. Впервые она упоминается в Бехистунской надписи 520 года до н. э. Автор надписи, Дарий I, называет Армению именем Армина. В Бехистунской надписи название «Армина», данное «Урарту»: интерпретируется как страна «людей /жителей или народа/ земли Араратской (то есть Урарту)», впервые данная персами Армянскому нагорью․  
Советский востоковед И. М. Дьяконов представлял связанный с этим исторический процесс как постепенное объединение племён, населявших Урарту, в единый армянский народ:
Впоследствии, когда и сами урарты перешли на древнеармянский язык и влились в состав армянского народа, — в котором они, вероятно, составили большинство, — название «хетты» стало и их самообозначением. По-протоармянски это название могло звучать *хатйос или *хатийос (հատ(ի)յոս) - в дальнейшем отсюда по законам армянской фонетики получилось հայ (хай).
Согласно Дьяконову, около 25 % населения Урарту с момента его зарождения разговаривало на протоармянском языке. Носители этого языка, согласно наиболее распространённой гипотезе, изначально населяли западную часть Урарту — земли от Северного Тавра до отрогов Армянского Тавра у истоков р. Тигра (Сасунских гор), включая долину верхнего Евфрата по обе стороны реки, то есть то, что в хеттское время было «странами» Паххува, Цухма, Тегарама, Исува, Мальдия и Алзи, — а также сам район Сасунских гор (Арме-Шубрия). Центральная из этих областей называлась Цупа и соответствовала более поздней области Цопк. Племена — носители протоармянского языка, по Дьяконову, составляли основную часть городского населения на Араратской равнине, в городах Эребуни и Тейшебаини. Со временем язык этих племён стал доминирующим на всём Армянском нагорье, вытеснив иные языки и наречия. Этот процесс в основном завершился к VI—IV векам до н. э., когда население не только западных областей, но и всей территории бывшего Урарту перешло на армянский язык, распространившийся, по мнению И.М. Дьяконова, в Малой Азии после 1200 г. до н.э. в результате переселения протоармян из Европы.
Современные генетические и междисциплинарные исследования демонстрируют, однако, что этногенез армян завершился задолго до 1200 г. до н. э., когда произошло падение цивилизаций бронзового века в Восточном Средиземноморье, а именно в период между 2000 и 3000 гг. до н. э. во время одомашнивания лошади, появления колесниц и роста развитых цивилизаций на Ближнем Востоке.
Кроме того, последние генетические исследования категорически отвергают балканское происхождение армян, показывая, что современные армяне генетически отличаются как от древнего, так и от современного населения Балканского полуострова. Напротив, нашло подтверждение генетической близости между современными и древними обитателями Армянского нагорья со времен энеолита.
В соответствии с новейшими исследованиями, опубликованными в июле 2023 в журнале Science  реконструируемый праиндоевропейский язык существовал около 8120 лет назад на Южном Кавказе, откуда впоследствии носители разных ветвей распространились по Евразии. Часть из них оказалась в Европе по анатолийскому маршруту, а другая, по-видимому, через Понтийско-Каспийскую степь. Пол Хеггарти (Paul Heggarty) из Папского католического университета Перу совместно с учёными из 13 стран мира, включая Россию, представил результаты новых расчетов времени, когда существовал праиндоевропейский язык, устранив некоторые неточности, заложенные в прошлых моделях. В частности, лингвисты выяснили, что всего лишь три древних письменных языка можно рассматривать в качестве прямых предков для современных языков. Среди них оказались классический армянский (грабар) и три варианта древнегреческого языка, причём лишь в двух случаях вероятность больше или равна 50 процентам. В прошлых работах таких языков насчитывалось 27. Включив в модель новые данные, учёные вычислили, что праиндоевропейский язык существовал около 8120 лет назад (6740—9610 лет назад при доверительном интервале 95 процентов), то есть заметно раньше, нежели рассчитывалось в некоторых прошлых работах. Проведенный анализ подтвердил, что индоевропейские языки делятся на десять основных ветвей: анатолийскую, тохарскую, албанскую (палеобалканскую), армянскую, греческую, индоиранскую, балто-славянскую, германскую, италийскую и кельтскую.
Согласно армянской исторической традиции, Ерванд I Сакавакяц, правивший в Армении примерно в 570−560 годы до н. э., основал династию Ервандидов. В течение двух веков (530—330 гг. до н. э.) Армения представляла собой сатрапию в составе ахеменидского государства.
После разгрома персидской державы в 331 году до н. э. армянские земли номинально вошли в состав империи Александра Македонского, а после его смерти — государства Селевкидов.
В 190 г. до н. э. на территории Армянского нагорья возникло самостоятельное армянское государство — Великая Армения на территории Армянского нагорья, существовавшее более 600 лет, начиная с 190 года до н. э. по 428 год н. э..